# Cryptocoryne zukalii
Cryptocoryne zukalii är en kallaväxtart som beskrevs av Karel Rataj. Cryptocoryne zukalii ingår i släktet Cryptocoryne och familjen kallaväxter. Inga underarter finns listade.